# Теммен-Рингенвальде
Теммен-Рингенвальде (нем. Temmen-Ringenwalde) — община в Германии, в земле Бранденбург.
Входит в состав района Уккермарк. Подчиняется управлению Герсвальде.  Население составляет 623 человека (на 31 декабря 2010 года). Занимает площадь 63,18 км².
| Год  | Население |
| ---- | --------- |
| 2005 | 739       |
| 2010 | 639       |